# 9 (Damien Rice)
9 è il secondo album in studio del cantautore irlandese Damien Rice, pubblicato nel 2006.

## Tracce
1. 9 Crimes (contiene la traccia nascosta 9 Crimes (Demo) in pregap) – 3:39
2. The Animals Were Gone – 5:41
3. Elephant – 5:57
4. Rootless Tree – 4:22
5. Dogs – 4:11
6. Coconut Skins – 3:45
7. Me, My Yoke + I – 5:57
8. Grey Room – 5:43
9. Accidental Babies – 6:34
10. Sleep Don't Weep – 21:54
11. The Rat Within the Grain (bonus track) – 2:54

## Formazione
- Damien Rice – clarinetto, Fender Rhodes, chitarra, percussioni, piano, voce, campana tibetana, wurlitzer
- Shane Fitzsimons – basso, contrabbasso
- Lisa Hannigan – cori
- Vyvienne Long – violoncello
- Cora Venus Lunny – viola, violino
- Tom Osander – batteria, bicchieri
- Joel Shearer – chitarra elettrica